# Epsilon Cygni
Epsilon Cygni (Gienah, Gienah Cygni, 53 Cygni) é uma estrela binária na direção da constelação de Cygnus. O componente A de Epsilon Cygni é uma gigante laranja, já o componente B é um estrela muito pequena, cerca de um terço do tamanho do nosso Sol.
Possui uma ascensão reta de 20h 46m 12.43s e uma declinação de +33° 58′ 10.0″. Sua magnitude aparente é igual a 2.48. Considerando sua distância de 72 anos-luz em relação à Terra, sua magnitude absoluta é igual a 0.76. Pertence à classe espectral K0III.

## Outros nomes
Gliese (Gl) 806.1, Henry Draper (HD) 197989, Bonner Durchmusterung (BD) +33°4018, Luyten Half-Second (LHS) 5358, Hipparcos Input Catalog (HIC) 102488, Smithsonian Astrophysical Observatory (SAO) 70474, Aitken Double Star (ADS) 14274, Fifth Fundamental Catalogue (FK5) 780, Hoffleit Bright Star (HR) 7949, S.W. Burnham (BU) 676, Woolley (Wo) 9707